# تاولميت
لهجة تاوِلِّميت من لهجات الطوارق، وعادة ما تصنف ضمن لهجة تماجق. تاولميت هي لهجة طوارق إولميدان، يتحدثون بها في مالي والنيجر، ويبلغ تعداد المتحدثين بها حوالي 670,000 شخص.